# COVRIIN
Die Fachgruppe Intensivmedizin, Infektiologie und Notfallmedizin (kurz: Fachgruppe COVRIIN) unterstützt und berät das Robert Koch-Institut bei übergeordneten Fachfragen im Management von COVID-19 Fällen.

## Zusammensetzung
Zur Fachgruppe gehören Vertreter 
- der Deutschen Interdisziplinären Vereinigung für Intensiv- und Notfallmedizin  (DIVI)
- der Deutschen Gesellschaft für Infektiologie (DGI) sowie
- des Ständigen Arbeitskreises der Kompetenz- und Behandlungszentren für Krankheiten durch hochpathogene Erreger (STAKOB).

## Ziele
Themenschwerpunkte der Fachgruppe sind 
- praktische Hinweise zur intensivmedizinischen und infektiologischen Therapie von komplexen COVID-19-Fällen,
- die Mitwirkung bei einer bundesweiten Konzeptionierung für eine strategische Patientenverlegung im Falle von Ressourcenmangel[2]
- Beratung  bei der Unterstützung von Intensivstationen mittels Telemedizin.

## Veröffentlichungen
Seit 23. Juni 2020 wurden mehrere Stellungnahmen veröffentlicht, darunter am 23. Februar 2021 eine Stellungnahme zur medikamentösen Therapie bei COVID-19 mit Bewertung. Die Therapieübersicht soll explizit nicht die aktuellen Leitlinien zu COVID-19 ersetzen, sondern einen praktischen Überblick über mögliche Therapeutika mit Wertung durch die Fachgruppe geben. Sie wird laufend aktualisiert, wenn es neue Erkenntnisse gibt.